# Khaled
Khaled Hadj Ibrahim (în arabă خالد حاج إبراهيم, n. 29 februarie 1960, Oran, Algeria), cunoscut mai mult ca și Khaled, este un cântăreț, cantautor, muzician și multi-instrumentist algerian de muzică raï. Și-a început cariera muzicală în adolescență sub numele Cheb Khaled (الشاب خالد) și a devenit cel mai cunoscut cântăreț algerian pe plan internațional în lumea arabă și în afara ei, pe alte continente. Grație popularității sale și-a câștigat titlul de "Rege al muzicii Raï". Cele mai cunoscute piese ale sale sunt "Didi", "Aïcha" și "C'est la vie".

## Discografie

### Albume de studio
ca Cheb Khaled
- 1985: Hada Raykoum
- 1985: Moule El Kouchi
- 1988: Fuir, Mais Où?
- 1988: Kutché - cu Safy Boutella

ca Khaled
| An   | Album        | Clasamente | Clasamente | Clasamente | Clasamente | Clasamente | Certificări |
| An   | Album        | BEL (Vl)   | BEL (Wa)   | FRA        | NED        | SUI        | Certificări |
| ---- | ------------ | ---------- | ---------- | ---------- | ---------- | ---------- | ----------- |
| 1992 | Khaled       | —          | —          | —          | —          | —          |             |
| 1993 | N'ssi N'ssi  | —          | —          | —          | —          | —          |             |
| 1996 | Sahra        | 24         | 7          | 3          | 33         | 26         |             |
| 1999 | Kenza        | —          | —          | 49         | —          | 57         |             |
| 2004 | Ya-Rayi      | —          | 41         | 52         | —          | 70         |             |
| 2009 | Liberté      | —          | 95         | 51         | —          | —          |             |
| 2012 | C'est la vie | —          | 27         | 18         | —          | 96         |             |

### Albume live
Solo
| An   | Album | Clasamente | Clasamente | Clasamente | Certificări |
| An   | Album | BEL (Vl)   | BEL (Wa)   | FRA        | Certificări |
| ---- | ----- | ---------- | ---------- | ---------- | ----------- |
| 1998 | Hafla | 28         | —          | 29         |             |

Colaborări
| An   | Album                                                | Clasamente | Clasamente | Clasamente | Certificări |
| An   | Album                                                | BEL (Vl)   | BEL (Wa)   | FR         | Certificări |
| ---- | ---------------------------------------------------- | ---------- | ---------- | ---------- | ----------- |
| 1999 | 1, 2, 3 Soleils (credited to Taha / Khaled / Faudel) | —          | 14         | 4          |             |

### Albume compilație
- 1000: Ya Taleb
- 1891: Le Meilleur de Cheb Khaled
- 101: Le Meilleur de Cheb Khaled 2
- 1993: S'hab El Baroud
- 1994: Kaisse Wa Laila
- 2005: Forever King
- 2005: Spirit of Rai
- 2005: Les Annees Rai
- 2006: Salou Ala Nabi
- 2006: Maghreb Soul - Cheb Khaled Story 1986-1990
- 2006: Anajit Anajit
- 2007: Best of Khaled
- 2009: Rebel of Raï - The Early Years
- 2010: Cheb Khaled - Double Best

### Single-uri
| An   | Single                                                   | Poziție în topuri | Poziție în topuri | Poziție în topuri | Poziție în topuri | Poziție în topuri | Poziție în topuri | Poziție în topuri | Album                                                                                                   |
| An   | Single                                                   | BEL (Vl)          | BEL (Wa)          | FRA               | GER               | NED               | SWE               | SUI               | Album                                                                                                   |
| ---- | -------------------------------------------------------- | ----------------- | ----------------- | ----------------- | ----------------- | ----------------- | ----------------- | ----------------- | --- |
| 1988 | "Chebba" / "Baroud" (Cheb Khaled & Safy Boutella)        | 23                | 25                | 1                 | 88                | 5                 | 7                 | 11                | Kutché                                                                                                  |
| 1988 | "Le Camel" (Cheb Khaled & Safy Boutella)                 | —                 | —                 | —                 | —                 | —                 | —                 | —                 | Kutché                                                                                                  |
| 1992 | "Didi"                                                   | —                 | —                 | 9                 | —                 | 29                | —                 | 30                | Khaled                                                                                                  |
| 1992 | "Ne m'en voulez pas"                                     | —                 | —                 | —                 | —                 | —                 | —                 | —                 | Khaled                                                                                                  |
| 1992 | "Mauvais sang"                                           | —                 | —                 | —                 | —                 | —                 | —                 | —                 | Khaled                                                                                                  |
| 1993 | "Serbi Serbi"                                            | —                 | —                 | —                 | —                 | —                 | —                 | —                 | N'ssi N'ssi                                                                                             |
| 1993 | "Chebba"                                                 | —                 | —                 | —                 | —                 | —                 | —                 | —                 | N'ssi N'ssi                                                                                             |
| 1994 | "N'ssi N'ssi"                                            | —                 | —                 | —                 | —                 | —                 | —                 | —                 | N'ssi N'ssi                                                                                             |
| 1995 | "Bakhta"                                                 | —                 | —                 | —                 | —                 | —                 | —                 | —                 | N'ssi N'ssi                                                                                             |
| 1996 | "Aïcha"                                                  | 25                | 1                 | 1                 | 33                | 14                | —                 | 11                | Sahra                                                                                                   |
| 1997 | "Ouelli El Darek"                                        | 33                | 45                | 23                | 21                | 12                | 10                | 66                | Sahra                                                                                                   |
| 1997 | "La poupée qui fait non (live)" (Mylène Farmer & Khaled) | —                 | 5                 | 6                 | 8                 | —                 | —                 | —                 | Mylène Farmer's album Live à Bercy                                                                      |
| 1997 | "Le jour viendra"                                        | —                 | 12                | 24                | 20                | 14                | 36                | —                 | Sahra                                                                                                   |
| 1997 | "Lillah"                                                 | —                 | —                 | —                 | —                 | —                 | —                 | —                 | Sahra                                                                                                   |
| 1998 | "Abdel Kader (Live à Bercy)" (Taha / Khaled / Faudel)    | —                 | 36                | 6                 | —                 | —                 | —                 | —                 | Joint album 1, 2, 3 Soleils by Taha / Khaled / Faudel Original by Khaled alone in his album N'ssi N'ssi |
| 1999 | "Comme d'habitude" (Taha / Khaled / Faudel)              | —                 | 40                | 40                | —                 | —                 | —                 | —                 | Joint album 1, 2, 3 Soleils by Taha / Khaled / Faudel                                                   |
| 1999 | "C'est la nuit"                                          | —                 | 35                | 29                | —                 | —                 | —                 | —                 | Kenza                                                                                                   |
| 2000 | "El harba wine" (feat. Amar)                             | —                 | —                 | 20                | —                 | —                 | —                 | —                 | Kenza                                                                                                   |
| 2000 | "Les ennemis (el Aâdyene)" (Khaled vs. Fonky Family)     | —                 | —                 | 63                | —                 | —                 | —                 | —                 | Single only                                                                                             |
| 2001 | "Wana wana"                                              | —                 | —                 | 97                | —                 | —                 | —                 | —                 | Single only                                                                                             |
| 2004 | "Ya-Rayi"                                                | —                 | 12                | 11                | 14                | 36                | 25                | 80                | Ya-Rayi                                                                                                 |
| 2004 | "Zine Zina"                                              | 12                | 22                | 18                | 23                | 58                | 12                | 23                | Ya-Rayi                                                                                                 |
| 2007 | "La terre a tremblé"                                     | —                 | —                 | —                 | —                 | —                 | —                 | —                 | Best of Khaled                                                                                          |
| 2009 | "Même pas fatigué !!!" (Magic System & Khaled)           | —                 | 10                | 1                 | —                 | —                 | —                 | 49                | Non-album release                                                                                       |
| 2009 | "Papa" (cover of Blaoui Houari)                          | —                 | —                 | —                 | —                 | —                 | —                 | —                 | Liberté                                                                                                 |
| 2012 | "C'est la vie"                                           | 5                 | 5                 | 4                 | 3                 | 92                | 34                | 33                | C'est La Vie                                                                                            |
| 2012 | "Hya hya" (feat. Pitbull)                                | —                 | —                 | —                 | —                 | —                 | —                 | —                 | C'est La Vie                                                                                            |
| 2012 | "Dima Labess" (featuring Mazagan)                        | —                 | —                 | —                 | —                 | —                 | —                 | —                 | C'est La Vie                                                                                            |

Featured (charting hits only)
| Year | Single                                | Charts   | Charts   | Charts | Charts | Charts | Charts | Certification | Album                              |
| Year | Single                                | BEL (Vl) | BEL (Wa) | FR     | NED    | SWI    |        | Certification | Album                              |
| ---- | ------------------------------------- | -------- | -------- | ------ | ------ | ------ | ------ | ------------- | ---------------------------------- |
| 2006 | "Henna" (Cameron Cartio feat. Khaled) | —        | —        | —      | 86     | 9      | —      |               | Cameron Cartio's album 'Borderless |

### Alte apariții
| An   | Cântec                                                        | Artist principal                                               | Album                                        |
| ---- | ------------------------------------------------------------- | -------------------------------------------------------------- | -------------------------------------------- |
| 1990 | "Be Not Afraid"                                               | The Blow Monkeys                                               | Springtime for the World                     |
| 1992 | "Amdyaz"                                                      | Hector Zazou                                                   | Sahara Blue                                  |
| 1995 | "Revolution, Revolutions" "ElDorado" (UNESCO official anthem) | Jean Michel Jarre                                              | Concert Pour La Tolerance                    |
| 1995 | "Didi" (with Johnny Clegg)                                    | Various Artists                                                | Duos Taratata                                |
| 1995 | "Kebou" "N'ssi N'ssi" "Chebba"                                | Various Artists                                                | Going Global Series Voila                    |
| 1995 | "Numb (Gimme Some More Dignity mix)"                          | U2                                                             | Melon: Remixes for Propaganda                |
| 1997 | "La poupée qui fait non"                                      | Mylène Farmer                                                  | Live à Bercy                                 |
| 1997 | "Chanson du herisson"                                         | Various Artists                                                | Emilie Jolie                                 |
| 1997 | "Koubou Koubou"                                               | Various Artists                                                | The Rough Guide to the Music of North Africa |
| 1997 | "Mâardi"                                                      | Various Artists                                                | Sol En Si (Solidarité Enfants Sida)          |
| 1998 | "Ensemble (Understand)" "Crimes"                              | Alan Stivell                                                   | 1 Douar                                      |
| 1998 | "Oasis de los Dioses"                                         | Ketama                                                         | Konfusion                                    |
| 1999 | "Bladi"                                                       | Freeman (feat. K-Rhyme Le Roi & Khaled)                        | L'palais de justice                          |
| 1999 | "¡Oh Madre!"                                                  | Tekameli                                                       | Ida y Vuelta                                 |
| 1999 | "Albey"                                                       | Amr Diab                                                       | Amarain                                      |
| 2000 | "L'aziza"                                                     | Various Artists                                                | Balavoine Hommages ...                       |
| 2000 | "Time for a Change"                                           | Various Artists (The Rapsody feat. MC Lyte & DaNaCeE & Khaled) | The Rapsody                                  |
| 2000 | "Emmenez-moi"                                                 | Les Enfoirés                                                   | XXème siècle                                 |
| 2000 | "Le rêve de mon père"                                         | Kertra                                                         | Labyrinthe                                   |
| 2001 | "Aich Rebel Sun"                                              | Various Artists                                                | Big Men, Raï Meets Raggae                    |
| 2002 | Ojos de la Alhambra (Eyes of the Alhamra)                     | Vincente Amigo                                                 | Ciudad de los Ideas (City of Ideas)          |
| 2002 | "Saludo A Chango"                                             | Compay Segundo                                                 | Duets                                        |
| 2004 | "Agir Réagir"                                                 | Various Artists                                                | Agir Réagir                                  |
| 2004 | "Retour aux sources"                                          | Kore & Skalp                                                   | Raï'N'B Fever                                |
| 2004 | "L'enfant du pays"                                            | Rim'K                                                          | L'enfant du pays                             |
| 2004 | "Dance with me"                                               | Enzo Avitabile & Bottari                                       | Save the World                               |
| 2005 | "Henna"                                                       | Cameron Cartio                                                 | Borderless                                   |
| 2006 | "Mas and Louly"                                               | Diana Haddad                                                   | Diana 2006                                   |
| 2006 | "Face à la mer" (recorded in 1992)                            | Les Négresses Vertes                                           | À l'affiche (Best of),                       |
| 2006 | "El Marsem"                                                   | Enrique Morente                                                | Morente sueña la Alhambra (DVD)              |
| 2007 | "Benthi"                                                      | Mélissa                                                        | Taxi 4                                       |
| 2007 | "Bilovengo" "Erjaii ya alf leila"                             | Bratsch                                                        | Plein du monde                               |
| 2007 | "Salam"                                                       | Andy                                                           | Airport                                      |
| 2010 | "Citizens of the World"                                       | Flying Machines, King Sunny Adé, Kailash Kher, Cheng Lin       | Citizens of the World                        |

### Coloane sonore
| An   | Piesă de soundtrack                                                   | Film                                                                       |
| ---- | --------------------------------------------------------------------- | -------------------------------------------------------------------------- |
| 1993 | "Ragda" "Mauvais Sang" "Kebou" "Les ailes" "Alech Taadi" "Bakhta"     | 1, 2, 3, Sun (French: Un, deux, trois, soleil)                             |
| 1993 | "Didi"                                                                | Caro diario                                                                |
| 1995 | "Didi"                                                                | L' Âge des possibles                                                       |
| 1995 | "Didi"                                                                | Highway (1995)                                                             |
| 1995 | "Les Ailes"                                                           | Party Girl                                                                 |
| 1997 | "Wahrane Wahrane" "Cameleons" (with Cheb Mami)                        | 100% Arabica                                                               |
| 1997 | "Alech taadi"                                                         | The Fifth Element (featured in film, but not released on soundtrack album) |
| 1999 | "El Arbi"                                                             | Vila Madalena soap opera                                                   |
| 2000 | "Wana wana aamel eih" "Dour biha ya chibani"                          | Origine contrôlée                                                          |
| 2002 | "Ragda"                                                               | The Truth About Charlie                                                    |
| 2002 | "Minuit"                                                              | The Good Thief                                                             |
| 2004 |                                                                       | De l'autre côté                                                            |
| 2006 | "Ya Dzayer" "Mort de Messaoud" "Nostalgie" "Sur la tombe" "El Babour" | Indigènes (Days of Glory)                                                  |
| 2007 | "Benthi" (feat. Mélissa)                                              | Taxi 4                                                                     |
| 2012 | "Wahran Wahran"                                                       | The Dictator                                                               |

## Filmografie
- 1997 100% Arabica
- 2003 Art'n Acte Production

## Premii
- 1985 The first price of rai music (KING) Oran
- 1989 best song (chebba) in France
- 1989 top 100 best album in 20th century (kutché)
- 1992 top 50 Mtv AMERICA (didi)
- 1992 World Music Awards  (didi)
- 1992 Mtv India Awards (didi)
- 1993 Venice Film Festival 50TH - (Un, deux, trois, soleil)
- 1994 Premiul César - best movie soundtrack
- 1995 Victoires de la Musique (Artist of the Year)
- 1997 World Music Awards (Song of the year) (Sahra album)
- 1997 Victoires de la Musique (Song of the year) (Aicha)
- 1997 African Grammys best North African singerKora Awards(Aïcha)
- 1998 le Prix européen MTV Europe Music Awards
- 1999 World Music Awards (1,2,3 Soleils) shared with Rachid Taha and Faudel
- 2004 Grammy jam Awards (Khaled and Carlos Santana) (Love to the people)
- 2005 R3 Awards BBC Awards for World Music - (Mid East & North Africa Winner)
- 2005 Montreal International Jazz Festival (The Antonio Carlos-Jobim Award)
- 2005 ImagineNations and DC Internationals (Empowering Award, for spreading the message of peace)
- 2006 The Mediterranean Prize for Creativity
- 2008 Award Dutch Virsti - German Academy of Music
- 2008 MTV Europe Music Awards  creativity
- 2009 NME Awards 2009 (meilleur duo) avec Magic System
- 2009 MGM Awards (highest-selling Arab album in history) (The legendary) (Las Vegas)
- 2009 Big Apple Music Awards (best Arab artist selling in United States)
- 2009 European Hot 100 Singles 2009 (Billboard Awards) (with Magic System)
- 2012 France Digital Songs (Billboard Awards)(C'est La Vie)
- 2012 African Grammys best North African singer (C'est La Vie)Kora Awards
- 2013 Victoires de la Musique (C'est La Vie)
- 2013 World Music Awards (C'est La Vie)
- 2013 Murex D'Or 2013 - Best Internatioal Song & Best International Singer - Cheb Khaled - (C'est La Vie)
- 2013 Rabab d’or  prix d'honneur - Maroc Festival International Al Ansra de M’diq (C'est La Vie)
- 2013 festival international de la musique kabyle à Tanger festival Touiza MAROC 2013(C'est La Vie)